# Robert Brown
|  | Per a altres significats, vegeu «Robert Brown (explorador)». |

Robert Brown (Montrose, Escòcia, 21 de desembre de 1773 - Londres, Anglaterra, 10 de juny de 1858) fou un reconegut botànic de principis del segle xix.
Va estudiar medicina a la Universitat d'Edimburg, i es va allistar a l'exèrcit com a cirurgià el 1795. Va participar en una expedició científica a Austràlia, fruit de la qual és la seva obra “Introducció a la flora de Nova Holanda” (1810). Durant tres anys va efectuar una acabada investigació col·lectant uns 3.400 espècimens, dels quals unes 2000 eren noves. Una part d'aquesta col·lecció es va perdre en el viatge en la Porpoise, en ruta cap a Londres. El director del departament de botànica del Museu Britànic, va descobrir el moviment desordenat que presenten les partícules ultramicroscòpiques que es troben en suspensió en un líquid (moviment brownià).
Va ser a Austràlia fins al maig del 1805. Durant cinc anys va treballar el material recol·lectat. El 1810 va publicar els resultats de les seves recol·leccions en el Prodromus Florae Novae Hollandiae et Insulae Van Diemen, la primera relació taxonòmica de la flora d'Austràlia.
És l'autor del nomenament d'unes 1.200 espècies d'Austràlia occidental. Robert Brown també va comunicar l'existència del nucli a les cèl·lules eucariotes.
El 1827, analitzant amb el microscopi grans de pol·len (de l'espècie Clarkia pulchella), espores de molsa i equisets suspesos en aigua, Brown va observar diminutes partícules amb vacúols en els grans de pol·len que presentaven un moviment continu aleatori. Després va corroborar el mateix moviment en partícules de pols, anul·lant la seva anterior hipòtesi que el moviment era degut al fet que el pol·len era viu. Tot i que Brown no va poder donar una teoria que expliqués aquest moviment, i Jan Ingenhousz l'havia observat abans utilitzant partícules de carbó i l'havia reportat a publicacions alemanyes i franceses de 1784 i 1785, el fenomen és conegut com a moviment brownià.